# 蘇州電加工機床研究所
蘇州電加工機床研究所有限公司，中國機械工業集團有限公司屬下機構，是在1961年成立，主要業務从事电加工、特种加工技术与装备的研发、制造、销售，現任董事長葉軍。
1999年，被中國機械工業集團有限公司收購本集團，已被中國國務院批准。